# Out of Africa

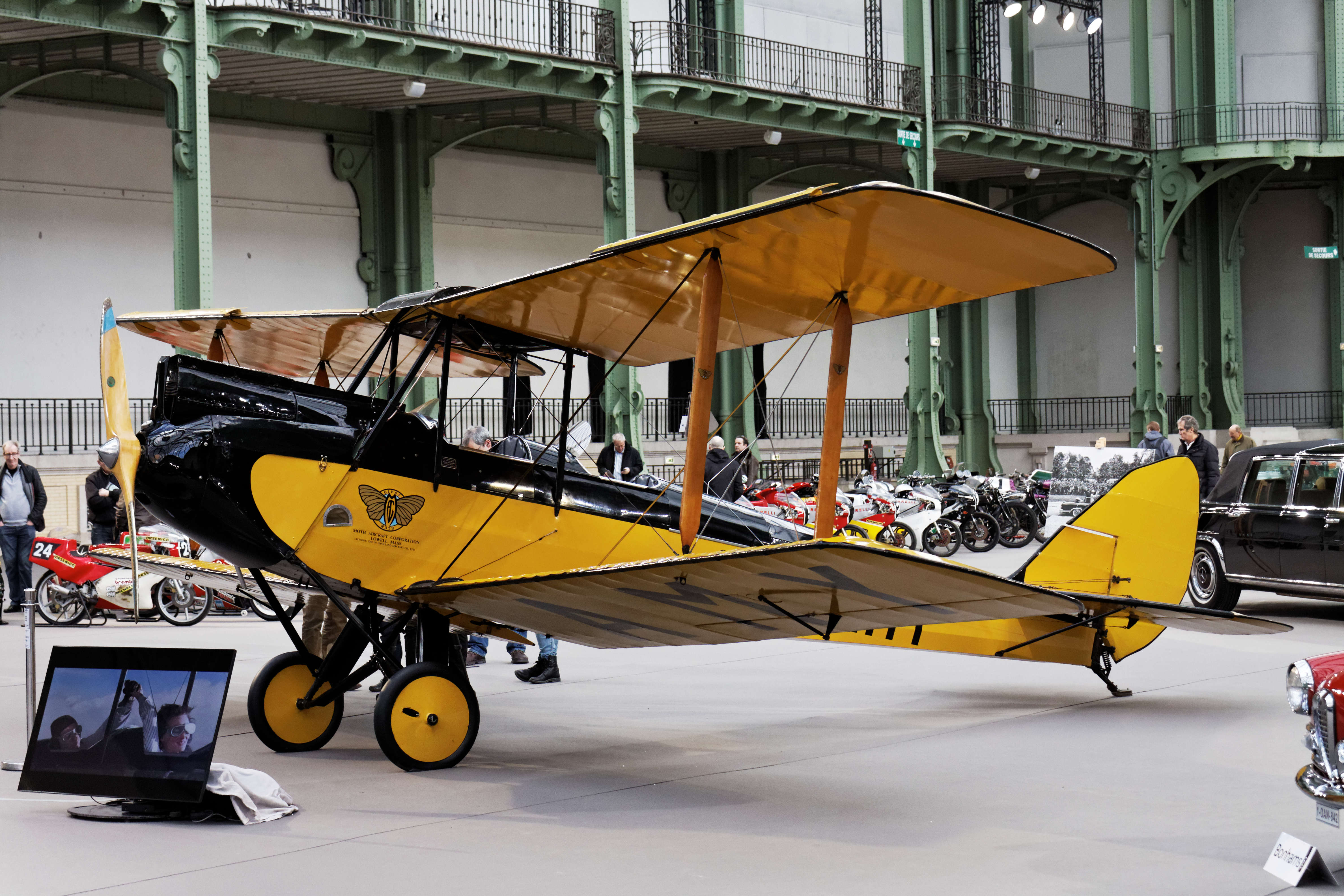
Le de Havilland DH.60 Gipsy Moth de 1929 utilisé pour le film.

Souvenirs d'Afrique
Pour les articles homonymes, voir Out of Africa (homonymie).
Pour plus de détails, voir Fiche technique et Distribution.
Out of Africa, sous-titré en France et titré au Québec Souvenirs d'Afrique, est un film américain de Sydney Pollack, sorti en 1985. Il est notamment adapté du roman autobiographique La Ferme africaine de Karen Blixen publié en 1937 sous le nom de plume d'Isak Dinesen.

## Synopsis
En 1913, Karen Christence Dinesen (Meryl Streep), jeune aristocrate danoise, rejoint le Kenya, qui est à l'époque une colonie britannique. Elle doit y épouser le frère de l'amant qui n'a pas voulu d'elle. Par son mariage, elle devient la baronne Karen Blixen. Elle en vient vite à éprouver un amour profond pour l'Afrique, alors que l'Europe entre dans la Première Guerre mondiale. Elle fait pousser des caféiers dans sa ferme à l'initiative de son époux, le projet initial étant une laiterie, dans l'espoir de protéger la tribu africaine qui y vit. Délaissée par son mari volage et très régulièrement absent, Karen s'éprend d'un chasseur farouche, épris d'aventures, Denys Finch Hatton (Robert Redford). Ce dernier, encore plus amoureux qu'elle de l'Afrique, disparaît.

## Fiche technique
Sauf indication contraire, les informations mentionnées dans cette section peuvent être confirmées par la base de données cinématographiques IMDb,  présente dans la section « Liens externes ».
- Titre original : Out of Africa
- Titre français : Out of Africa : Souvenirs d'Afrique
- Titre québécois : Souvenirs d'Afrique
- Réalisation : Sydney Pollack.
- Scénario : Kurt Luedtke (avec la participation non créditée de David Rayfiel), d'après les ouvrages La Ferme africaine de Karen Blixen, The Life of a Storyteller de Judith Thurman et Silence Will Speak d'Errol Trzebinski
- Décors : Stephen B. Grimes
- Costumes : Milena Canonero
- Photographie : David Watkin
- Montage : Fredric Steinkamp et William Steinkamp, Pembroke J. Herring, Sheldon Kahn
- Musique : John Barry
- Production : Sydney Pollack, Anna Cataldi, Judith Thurman et Kim Jorgensen, Terence A. Clegg
- Société de production : Mirage Enterprises (en)
- Distribution : Universal Pictures (États-Unis), Ciné-Sorbonne (France, ressortie)
- Pays d'origine :  États-Unis
- Format : Couleurs (The Rank Organisation) - Prints by[Quoi ?] Technicolor - 1,85:1 - 35 mm - son Dolby Stéréo 5.1 et DTS
- Budget : 31 millions de dollars
- Genre : drame, romance, biographie
- Durée : 161 minutes
- Dates de sortie :
  - États-Unis : 10 décembre 1985 (première à Los Angeles) ; 18 décembre 1985 (sortie nationale)
  - France : 26 mars 1986

## Distribution
- Meryl Streep (VF : Évelyne Séléna) : Karen Christence Dinesen Blixen
- Robert Redford (VF : Claude Giraud) : Denys George Finch Hatton
- Klaus Maria Brandauer (VF : Bernard Murat) : Baron Bror von Blixen-Finecke / Hans von Blixen-Finecke
- Michael Kitchen (VF : Edgar Givry) : Reginald Berkeley Cole
- Joseph Thiaka : Kamante
- Michael Gough (VF : Georges Berthomieu) : Lord Delamere
- Suzanna Hamilton (VF : Isabelle Ganz) : Felicity
- Rachel Kempson (VF : Paule Emanuele) : Lady Belfield
- Graham Crowden (VF : Jean Michaud) : Lord Belfield
- Leslie Phillips (VF : Yves Barsacq) : Sir Joseph Byrne
- Annabell Maule (VF : Jacqueline Porel) : Lady Byrne
- Malick Bowens (VF : Lui-même) : Farah
- Stephen Kinyanjui : Kinanjui
- Mike Bugara : Juma
- Shane Rimmer (VF : Jacques Deschamps) : Belknap, patron de la ferme
- Job Seda : Kanuthia
- Iman : Mariammo
- Donal McCann (VF : Jean-Paul Coquelin) : le docteur
- Maryam d'Abo : la femme versant le Champagne (non créditée)

## Production

### Genèse et développement
Le scénario de Kurt Luedtke est basé sur plusieurs ouvrages : le roman autobiographique La Ferme africaine de Karen Blixen, ainsi que The Life of a Storyteller de Judith Thurman et Silence Will Speak d'Errol Trzebinski. Le titre Out of Africa est quant à lui librement inspiré d'un passage de l’historien romain Pline l'Ancien parlant de la prolifération d'espèces animales singulières sur le continent africain. Il cite un proverbe grec en ces termes : « ...unde etiam vulgare Græciæ dictum semper aliquid novi Africam adferre. » En français : « ...De là vient cette façon proverbiale de parler en Grèce : l'Afrique produit toujours quelque chose de nouveau. » Cette expression a été traduite en anglais par Out of Africa always something new.

### Attribution des rôles
Robert Redford avait déjà tourné sous la direction de Sydney Pollack : Propriété interdite (1966), Jeremiah Johnson (1972), Nos plus belles années (1973), Les Trois Jours du condor (1975), Le Cavalier électrique (1979). Ils collaboreront encore sur Havana (1990).
Écrit au départ pour Greta Garbo, avant qu'Audrey Hepburn ne fût ensuite pressentie, le rôle fut finalement confié, de nombreuses années plus tard, à Meryl Streep.

### Tournage
Le tournage s'est déroulé en Angleterre et au Kenya, dans le ranch de Daniel Wildenstein.
Bien que le tournage ait eu lieu en Afrique, la production a dû faire venir des lions dressés depuis la Californie, le gouvernement kényan interdisant l'utilisation d'animaux sauvages dans un film.

## Bande originale
La musique du film est composée par John Barry. Il utilise par ailleurs des compositions préexistantes comme le Concerto pour clarinette et le Divertimento no 1 en ré majeur pour cordes (KV 136) de Wolfgang Amadeus Mozart, ou la chanson traditionnelle africaine Siyawe, Let The Rest Of The World Go By composée par Ernest R. Ball et J. Keirn Brennan.
La bande originale est tout d'abord commercialisée par MCA Records en 1985 avec un album de 12 titres. En 1987, une édition spéciale contient la chanson The Music of Goodbye (Love Theme) de Melissa Manchester et Al Jarreau. Joel McNeely dirige ensuite un réenregistrement de la partition de John Barry avec l'Orchestre national royal d'Écosse. Ce nouvel album est édité en 1997 par Varèse Sarabande. Cette version contient 18 pistes et environ 6 minutes de plus.
En 2005, l'American Film Institute classe Out of Africa à la 15e place du classement AFI's 100 Years of Film Scores des 25 meilleurs bandes originales de films américains.
Liste des titres
1. Main Title (I Had A Farm In Africa) - 3:07
2. I'm Better At Hello (Karen's Theme I) - 1:15
3. Have You Got A Story For Me? - 1:12
4. Concerto pour clarinette (Wolfgang Amadeus Mozart) - 2:46 (interprété par l'Academy of St Martin in the Fields et dirigé par Neville Marriner)
5. Safari - 2:40
6. Karen's Journey / Siyawe - 4:46
7. Flying Over Africa - 3:22
8. I Had A Compass From Denys (Karen's Theme II) - 2:27
9. Alone On The Farm - 1:55
10. Let The Rest Of The World Go By (Ernest R. Ball, J. Keirn Brennan) - 3:12
11. If I Know A Song Of Africa (Karen's Theme III) - 2:11
12. End Title (You Are Karen) - 4:03

## Accueil

### Box-office
| Pays                  | Box-office         | Nbre de sem. | Source                 |
| Box-office États-Unis | 87 100 000 dollars | 3 sems.      |                        |
| Box-office France     | 4 848 916 entrées  | ? sem.       | Box-office France 1986 |

## Distinctions

### Récompenses
Oscars 1986
- Oscar du meilleur film
- Oscar du meilleur réalisateur
- Oscar du meilleur scénario adapté
- Oscar de la meilleure photographie
- Oscar de la meilleure direction artistique
- Oscar de la meilleure musique de film
- Oscar du meilleur son

Golden Globes 1986
- Golden Globe du meilleur film dramatique
- Golden Globe de la meilleure musique de film
- Golden Globe du meilleur acteur dans un second rôle pour Klaus Maria Brandauer

BAFTA Awards 1987
- British Academy Film Award du meilleur scénario adapté
- British Academy Film Award de la meilleure photographie
- British Academy Film Award du meilleur son

Autres
- Prix de la meilleure photographie et du meilleur second rôle masculin (Klaus Maria Brandauer), lors des New York Film Critics Circle Awards 1985.
- Prix de la meilleure photographie, lors de la British Society of Cinematographers 1986.
- Prix David di Donatello 1986 du meilleur film étranger et meilleure actrice étrangère (Meryl Streep).
- Prix de la meilleure musique de film, lors des BMI Film & TV Awards 1987.

### Nominations
Oscars 1986
- Oscar de la meilleure actrice pour Meryl Streep
- Oscar du meilleur acteur dans un second rôle pour Klaus Maria Brandauer
- Oscar des meilleurs costumes
- Oscar du meilleur montage

Golden Globes 1986
- Golden Globe du meilleur réalisateur
- Golden Globe de la meilleure actrice dans un film dramatique
- Golden Globe du meilleur scénario

BAFTA Awards 1987
- British Academy Film Award de la meilleure actrice pour Meryl Streep
- British Academy Film Award du meilleur acteur dans un second rôle
- British Academy Film Award des meilleurs costumes
- British Academy Film Award de la meilleure musique de film pour John Barry

Autre
- Nomination au César du meilleur film étranger 1987